# 안평역 (장성)
안평역(Anpyeong station, 安平驛)은 전라남도 장성군 장성읍 안평리에 위치한 호남선과 장성화물선의 철도역이다. 호남선에서 장성화물선이 분기한다.
호남선 복선화 이전의 옛 안평역은 현 위치에서 1 km쯤 떨어져 있으며, 구 역사는 현재 민가로 사용되고 있다.

## 역사
- 1959년 6월 21일 : 장성군 장성읍 안평리 528번지에서 무배치간이역으로 영업 개시[1]
- 1966년 8월 30일 : 배치간이역으로 승격 및 소급화물 취급 개시[2]
- 1980년 12월 23일 : 보통역으로 승격[3]
- 1987년 9월 1일 : 호남선 복선화로 역사 이전
- 1995년 4월 1일 : 무배치간이역으로 격하[4]
- 2004년 7월 16일 : 여객 취급 중지[5]
- 2005년 6월 15일 : 현 역사 준공
- 2006년 6월 22일 : 장성화물선 개통